# سفارة جنوب إفريقيا في الولايات المتحدة
سفارة جنوب أفريقيا في الولايات المتحدة هي أرفع تمثيل دبلوماسي لدولة جنوب أفريقيا لدى الولايات المتحدة. تقع السفارة في شمال غربي واشنطن العاصمة وهي تهدف لتعزيز المصالح الجنوب أفريقية في الولايات المتحدة.

## وصلات خارجية
- الموقع الرسمي
- قائمة سفارات جنوب أفريقيا
- قائمة السفارات في الولايات المتحدة